# Finlay Knox
Finlay Knox (Leeds, 8 gennaio 2003) è un nuotatore canadese, vincitore di sei medaglie ai mondiali in vasca corta (due argenti e quattro bronzi) e di una medaglia d'oro ai mondiali in vasca lunga di Doha 2024.

## Palmarès
- Mondiali

Doha 2024: oro nei 200m misti.
- Mondiali in vasca corta

Melbourne 2022: bronzo nei 100m misti e nei 200m misti.
Budapest 2024: argento nella 4x50m sl mista e nella 4x50m misti mista, bronzo nei 200m misti e nella 4x100m misti mista.
- Giochi panamericani

Santiago del Cile 2023: oro nei 200m misti, bronzo nella 4x100m sl, nella 4x200m sl, nella 4x100m misti e nella 4x100m sl mista.
- Giochi del Commonwealth

Birmingham 2022: bronzo nella 4x100m sl.
- Giochi olimpici giovanili

Buenos Aires 2022: bronzo nei 200m misti.
- Mondiali giovanili

Budapest 2019: argento nei 200m misti e bronzo nella 4x100m misti.